# Sphecodes decorus
Sphecodes decorus är en biart som först beskrevs av Cameron 1897.  Sphecodes decorus ingår i släktet blodbin, och familjen vägbin. Inga underarter finns listade i Catalogue of Life.